# Petrella Salto, Lazio
Petrella Salto är en stad och kommun i provinsen Rieti i den italienska regionen Lazio. Staden har anor från antiken. Bland stadens sevärdheter återfinns Den heliga Filippa Mareris kloster, uppfört under 1200-talet.
År 1598 mördades den fruktade greven Francesco Cenci i staden.

## Frazioni
Petrella Salto består av femton frazioni: Borgo San Pietro, Capradosso, Castel Mareri, Cerreta, Colle della Sponga, Colle Rosso, Diga Salto, Fiumata, Offeio, Oiano, Pagliara, Piagge, San Martino, Staffoli och Teglieto.

## Bilder
| - Den heliga Filippa Mareri. - Kyrkan Santa Filippa Mareri. |